# Prendi la pecora
Prendi la pecora è un album in studio di Gianni Drudi, pubblicato nel 2010.

## Tracce
1. Prendi la pecora
2. Don Cirillo
3. La gatta che chatta
4. occhi di tigre
5. Fiky Fiky (rmx dance)
6. Il ballo del pinguino
7. Le donne di Rino
8. La danza del serpente
9. Africa salamelek
10. Garbino
11. Il ballo della nonna
12. Ciappa la galeina
13. Il ballo del cammello
14. Hasta luego santiago
15. Macaregna che carogna
16. Che gusto c'è